# Cratere Chekhov
Chekhov è un cratere d'impatto presente sulla superficie di Mercurio, a 36,22° di latitudine sud e 61,33° di longitudine ovest. Il suo diametro è pari a 194 km.
Il cratere è stato battezzato dall'Unione Astronomica Internazionale in onore del drammaturgo e scrittore russo Anton Čechov.